# Calculadora

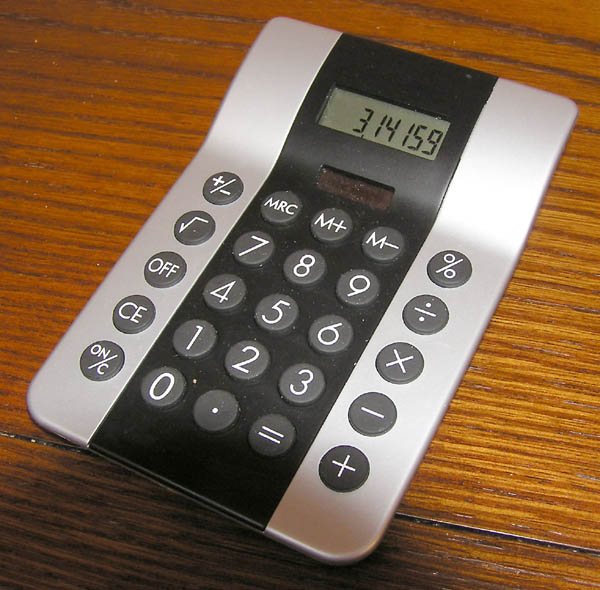
Calculadora de butxaca

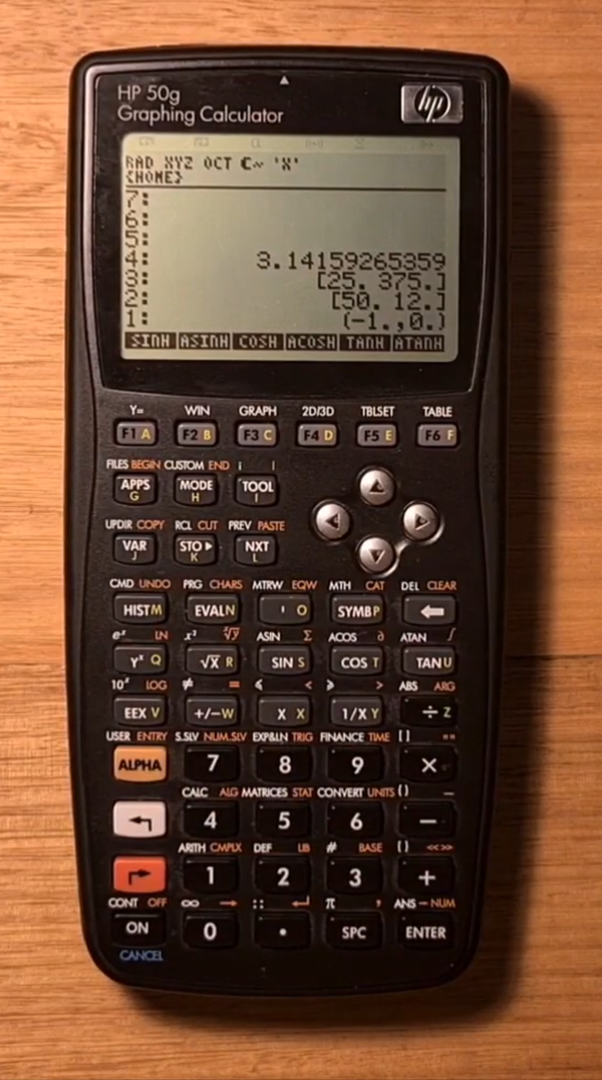

Una calculadora és una màquina que, per mitjans mecànics o electrònics, pot fer operacions matemàtiques. Les calculadores electròniques són de fet petits ordinadors especialitzats. Per exemple, hi ha calculadores gràfiques amb la capacitat de representar gràfics matemàtics en el camp de la trigonometria o l'estadística. Les calculadores modernes són més portables que la majoria dels ordinadors, però els organitzadors personals (PDA) són comparables pel que fa a la mida.

## Calculadores electròniques
Les primeres calculadores eren dispositius d'escriptori mecànics, que van ser reemplaçats per aparells electromecànics, després per models electrònics amb vàlvules termoiòniques, després transistors i més tard, per circuits integrats. Actualment la majoria de les calculadores són dispositius microelectrònics de mà.

### Configuració bàsica
La complexitat de les calculadores canvia segons la seva finalitat. Una calculadora moderna simple sol constar de les següents parts:
- Una font d'energia (pila, bateria, panell solar o combinació).
- Una pantalla capaç de mostrar números i altres codis matemàtics (=, -…).
- La circuiteria electrònica.
- Un teclat format per:
  - Els deu dígits, del 0 al 9;
  - El separador decimal;
  - El signe igual, per a obtenir el resultat (llevat de les calculadores que empren la notació polonesa inversa);
  - Les quatre operacions aritmètiques (suma, resta, multiplicació i divisió);
  - Un botó «cancel·lar» per a eliminar el càlcul en curs;
  - Botons d'encès i apagat;
  - Altres funcions bàsiques, com l'arrel quadrada i el percentatge (%).
- Models més avançats poden comptar amb memòria per a un sol nombre, que es pot fer servir en calculs següents.[2]

Des de final dels anys 1980, les calculadores simples han estat incorporades en altres dispositius de mà, com telèfons mòbils i rellotges de polsera.

### Calculadores científiques
Els models més complexos, habitualment anomenats «científics», permeten calcular funcions trigonomètriques, estadístiques i d'altres més complexos. Les més avançades poden mostrar gràfics i incorporen característiques dels sistemes algebraics computacionals. N'hi ha que sónprogramables per a aplicacions com ara resoldre equacions algebraiques, models financers i fins i tot jocs. La majoria poden mostrar nombres de fins a deu dígits sencers o decimals complets. Fan servir la notació científica per a mostrar nombres fins a un límit establert pel dissenyador del model, com 9,999999999 × 1099. Si s'hi introdueix un nombre major o una expressió matemàtica que ho llanci (com un factorial), llavors la calculadora pot limitar-se a mostrar un «error».
Aquest missatge d'«error» també pot mostrar-se si una funció o operació no està matemàticament definida, com és el cas de la divisió per zero o les arrels enèsimes parells de nombres negatius (la majoria de les calculadores científiques no permeten nombres complexos, si bé algunes tenen una funció especial per treballar-los. Algunes calculadores poden distingir entre ambdues errors, fet que no sempre resulta evident per a l'usuari.
Només unes poques companyies desenvolupen i construeixen nous models professionals d'enginyeria i finances; les més conegudes són Casio, Sharp, Hewlett-Packard (HP) i Texas Instruments (TI). Aquestes calculadores són bons exemples de sistemes integrats.

### Preocupacions sobre el seu ús

#### En l'educació
En la majoria dels països desenvolupats, els estudiants fan servir calculadores en el treball escolar. Va haver-hi certa resistència inicial a la idea pel temor que les habilitats aritmètiques bàsiques se'n ressentirien. Roman cert desacord sobre la importància de l'habilitat per a realitzar càlculs a mà o mentalment, amb alguns plans d'estudis restringint l'ús de la calculadora fins que s'assoleix cert nivell de destresa matemàtica, mentre que uns altres se centren més a ensenyar tècniques d'estimació numèrica i resolució de problemes.
Hi ha altres preocupacions, com per exemple el fet que un alumne usi la calculadora erròniament però cregui que la resposta és correcta perquè és el resultat donat per la calculadora. Els professors intenten combatre això animant els estudiants a realitzar manualment una estimació del resultat i assegurar que s'apropa al resultat calculat. També és possible que un nen teclegi -1 × -1 i obtingui la resposta correcta «1» sense advertir el principi implicat. En aquest sentit, la calculadora passa a ser una crossa més que una eina didàctica, que pot frenar els estudiants durant un examen si aquests es dediquen a comprovar fins i tot els càlculs més trivials.

#### Altres
Els errors no es restringeixen només als estudiants. Qualsevol usuari pot confiar descuidadament en la sortida d'una calculadora sense comprovar la magnitud del resultat, és a dir, el lloc on la coma decimal apareix. Aquest problema també es donava en l'època de les regles de càlcul i els càlculs amb llapis i paper, quan l'usuari havia d'establir les magnituds del resultat.
Algunes fraccions com {\displaystyle {\tfrac {2}{3}}} són incòmodes de mostrar en una calculadora, perquè solen arrodonir-se a 0,66666667 o similar. A més, algunes fraccions com 0,14285714… poden ser difícils de reconèixer en la forma decimal (de fet, l'anterior nombre és {\displaystyle {\tfrac {1}{7}}})). Algunes de les calculadores científiques més avançades són capaces de treballar amb fraccions comunes, si bé en la pràctica el seu maneig és bastant pesant.

## Calculadores i aplicacions de càlcul d'ordinador
Els ordinadors personals, les PDAs i els navegadors d'internet contenen programes per calcular o emuladores de calculadores
- Calculadores simples o científiques com la Microsoft Calculator.
- Calculadores més complexes, amb funcions de presentació gràfica, i algunes amb programació: ATCalc.
- Fulls de càlcul com Microsoft Excel o OpenOffice.org Calc.
- Programes d'àlgebra computacional com Mathematica, Maple i MATLAB poden realitzar càlculs avançats.

## Calculadores enfront de computadores

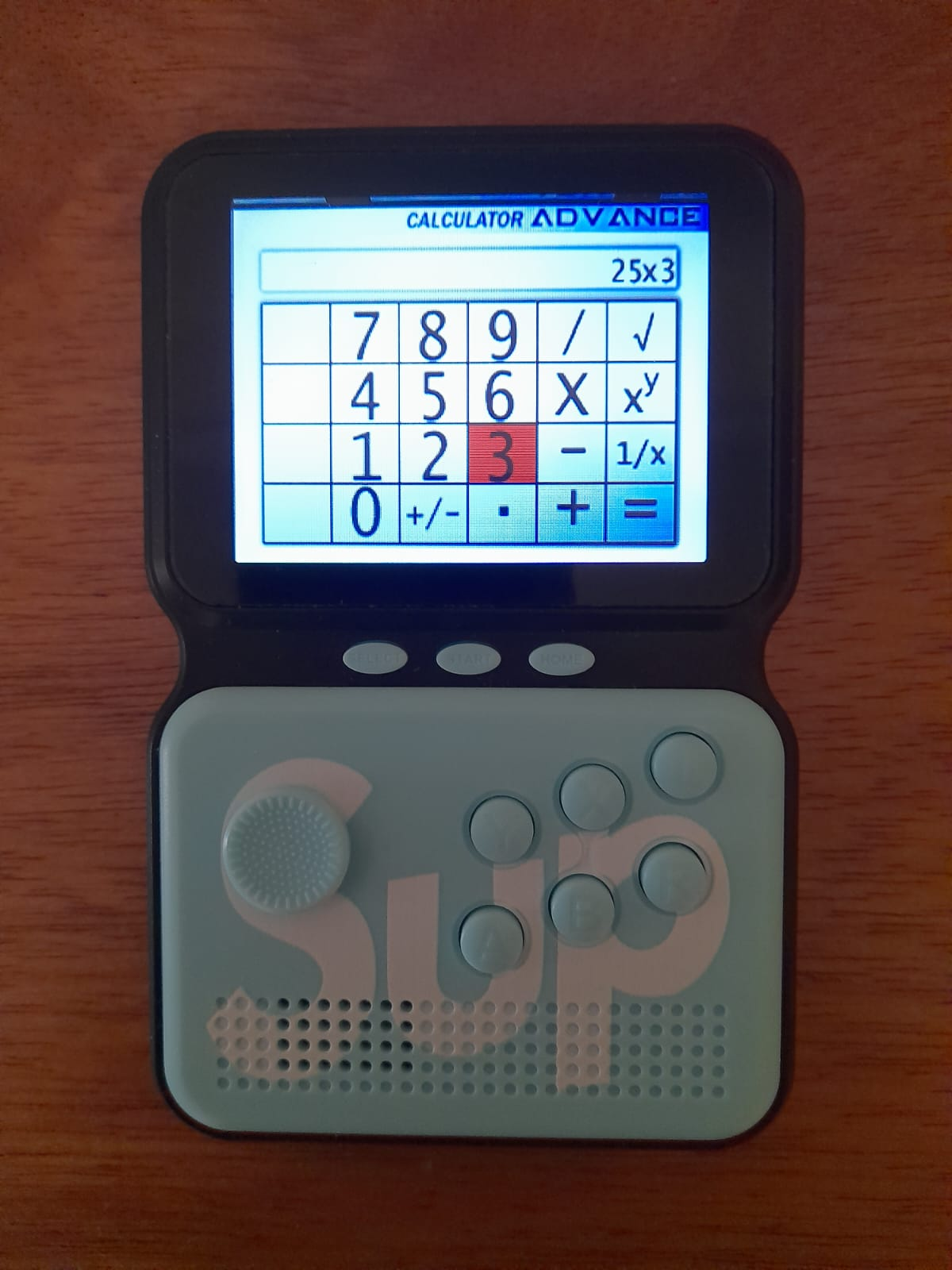
Game Box M3

El mercat de les calculadores és extremadament sensible al preu: l'usuari típic desitja el model més barat que compti amb un conjunt de característiques concret, però no es preocupa massa per la velocitat (atès que aquesta ve limitada per la rapidesa amb la qual l'usuari és capaç de prémer els botons). Per això, els dissenyadors de calculadores s'esforcen a minimitzar el nombre d'elements lògics dels circuits integrats en lloc del nombre de cicles de rellotge necessaris per efectuar un càlcul.
Per exemple, en lloc d'un multiplicador maquinari, una calculadora pot implementar les operacions en coma flotant amb codi en memòria ROM i calcular les funcions trigonomètriques amb l'algorisme CORDIC perquè no exigeix càlculs en coma flotant. Els dissenys lògics en sèrie són molt més comuns en les calculadores que els paral·lels, mentre que aquests dominen en els ordinadors de propòsit general, a causa del fet que el primer minimitza la complexitat del circuit integrat a canvi de necessitar molts més cicles de rellotge.

## Història

### Origen: l'àbac

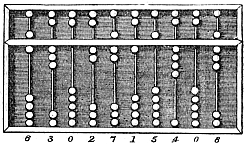
Àbac xinès

Les primeres calculadores van ser àbac, construïts sovint com un marc de fusta amb comptes lliscants sobre filferros. Els àbacs van ser usats durant segles abans de l'adopció del sistema escrit de numerals àrabs, i encara segueixen sent emprats per mercaders i oficinistes de la Xina i altres parts del món.

### Seglexvii
William Oughtred va inventar la regla de càlcul el 1622, que el seu alumne Richard Delamain va revelar el 1630. Wilhelm Schickard va construir la primera calculadora automàtica, anomenada «Rellotge Calculador» el 1623. Uns vint anys després, el 1643, el filòsof francès Blaise Pascal va inventar un dispositiu de càlcul, més tard conegut com a pascalina, que va servir per al càlcul d'imposts a França fins al 1799. El filòsof alemany Gottfried Leibniz també va construir el Calculus ratiocinator, una màquina de calcular, basada en un mecanisme que posteriorment s'anomenaria la roda de Leibniz.

### Seglexix
Charles Babbage va desenvolupar el concepte més encara, obrint el camí cap als computadors programables, si bé la màquina que va construir era massa pesant com per a ser pràctic.
Les últimes dècades del segle xix hi ha hagut importants avanços en les calculadores mecàniques:
- El 1872 Frank Baldwin va inventar als Estats Units la calculadora de roda dentada, que també va ser desenvolupada independentment dos anys després per W.T. Odhner a Suècia. El model d'Odhner i uns altres similars d'altres companyies van vendre diversos milers d'unitats en els anys 1870.[4]
- Dorr I. Felt va inventar als Estats Units el comptòmetre el 1884, la primera màquina operada per tecles que permetia sumar i calcular, a diferència dels dissenys anteriors, que exigia operar palanques separades. El 1886 es va unir a Robert Tarrant per a constituir la Felt & Tarrant Manufacturing Company, que va fabricar milers de comptòmetres.[3]
- El 1891 William S. Burroughs va començar a comercialitzar una calculadora sumadora impressora. La Burroughs Corporation va esdevenir una de les principals companyies en el mercat de màquines de comptabilitat i computadores.
- La calculadora Millionaire es va presentar el 1893. Permetia la multiplicació directa per qualsevol nombre.[6][2][5]

### 1900 a 1960

#### Les calculadores mecàniques aconsegueixen el seu zenit

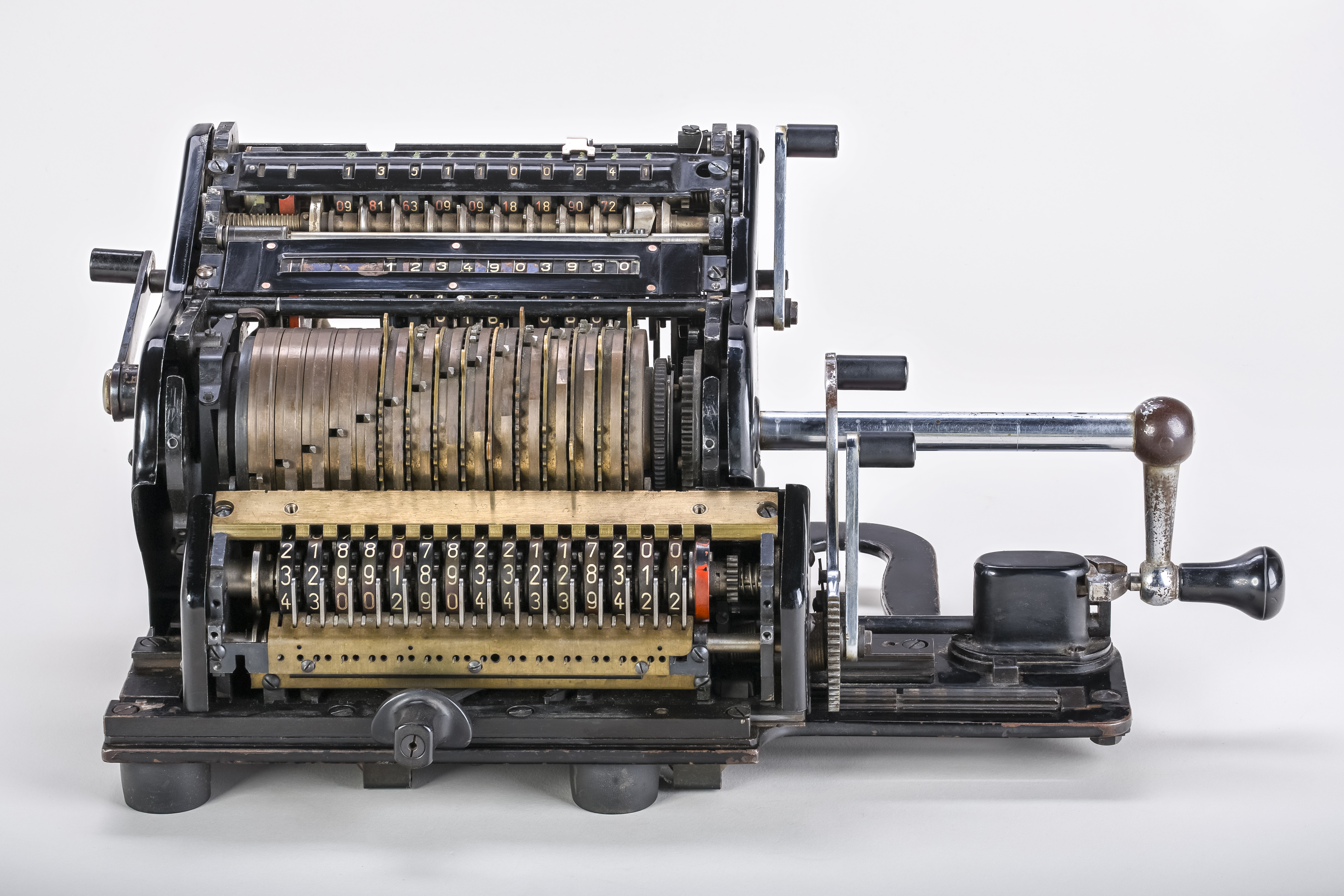
Calculadora Brunsviga produïda entre 1934 i 1947, destapada. El cilindre central és una roda de Leibniz.

La primera meitat del segle xx va assistir al desenvolupament gradual de les calculadores mecàniques que ja havien estat inventades, si bé es van fer algunes innovacions importants.

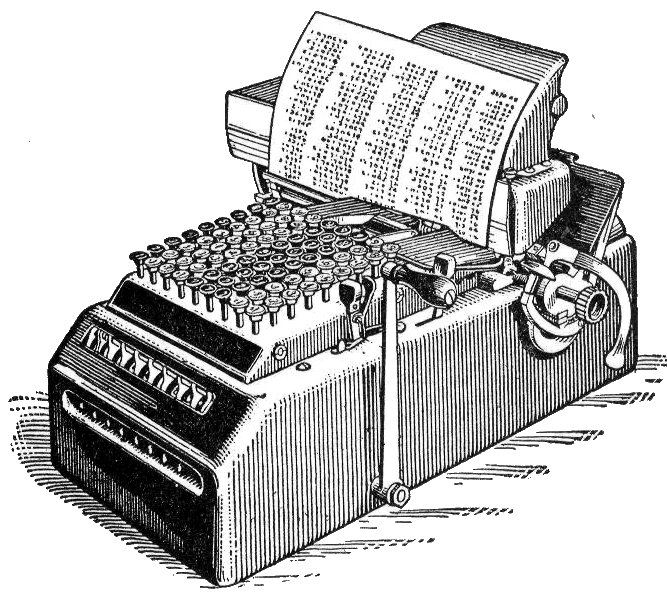
Calculadora mecànica de 1914.

La màquina sumadora-llistadora de Dalton presentada el 1902 va ser la primera del seu tipus a usar només deu tecles, convertint-se en el primer de molts models diferents de «sumadores-llistadores de 10 tecles» fabricades per diverses companyies.
El 1948 surt la calculadora miniatura Curta, que s'actua amb una ma. Va ser desenvolupat per Curt Herzstark en un camp de concentració nazi, suposant un desenvolupament extrem del mecanisme calculador de rodes dentades escalonades.

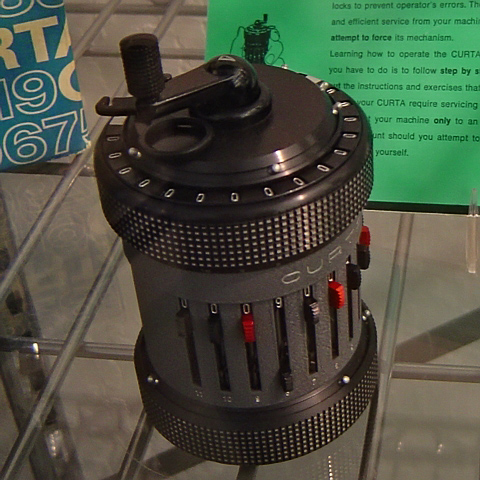
Una Curta de tipus II, coneguda també com "la moledora de pebre".

Des de principi dels anys 1900 fins a la dècada del 1960, les calculadores mecàniques van dominar el mercat de computació d'escriptori. Els principals fabricants nord-americans eren Friden, Monroe i SCM/Marchant. Aquests dispositius funcionaven amb l'ajuda d'un motor i disposaven de carros mòbils on els resultats dels càlculs eren mostrats mitjançant quadrants. Gairebé tots els teclats eren «complets»: cada nombre que podia introduir-se tenia la seva pròpia columna de nou tecles (de l'1 al 9) més una columna per netejar, permetent la introducció de diversos nombres alhora. Podria dir-se que això era una entrada paral·lela, enfront de l'entrada en sèrie de deu tecles que era comuna en les sumadores mecàniques i actualment és universal en les calculadores electròniques. (Gairebé totes les calculadores Friden tenien un teclat auxiliar de deu tecles per introduir el multiplicador quan es realitzava aquesta operació.) Els teclats complets tenien generalment deu columnes, si bé alguns models de baix cost en tenien només vuit. La majoria de les màquines fabricades per aquestes tres companyies no imprimien els seus resultats, encara que altres companyies com Olivetti van fabricar calculadores impressores.
En aquesta màquina, les sumes i restes eren realitzades en una sola operació, com en una sumadora convencional, però la multiplicació i la divisió s'assolien mitjançant repetides summes i restes mecàniques. Friden va fabricar una calculadora que també extreia arrels quadrades, bàsicament realitzant divisions, però amb un mecanisme afegit que automàticament incrementava el nombre en el teclat de forma sistemàtica. Marchant també va fabricar un model (el SKA) que calculava arrels quadrades. Les calculadores mecàniques de mà, com la ja esmentada Curta de 1945, van seguir usant-se fins que van quedar definitivament desplaçades per les electròniques a principis dels anys 1970.

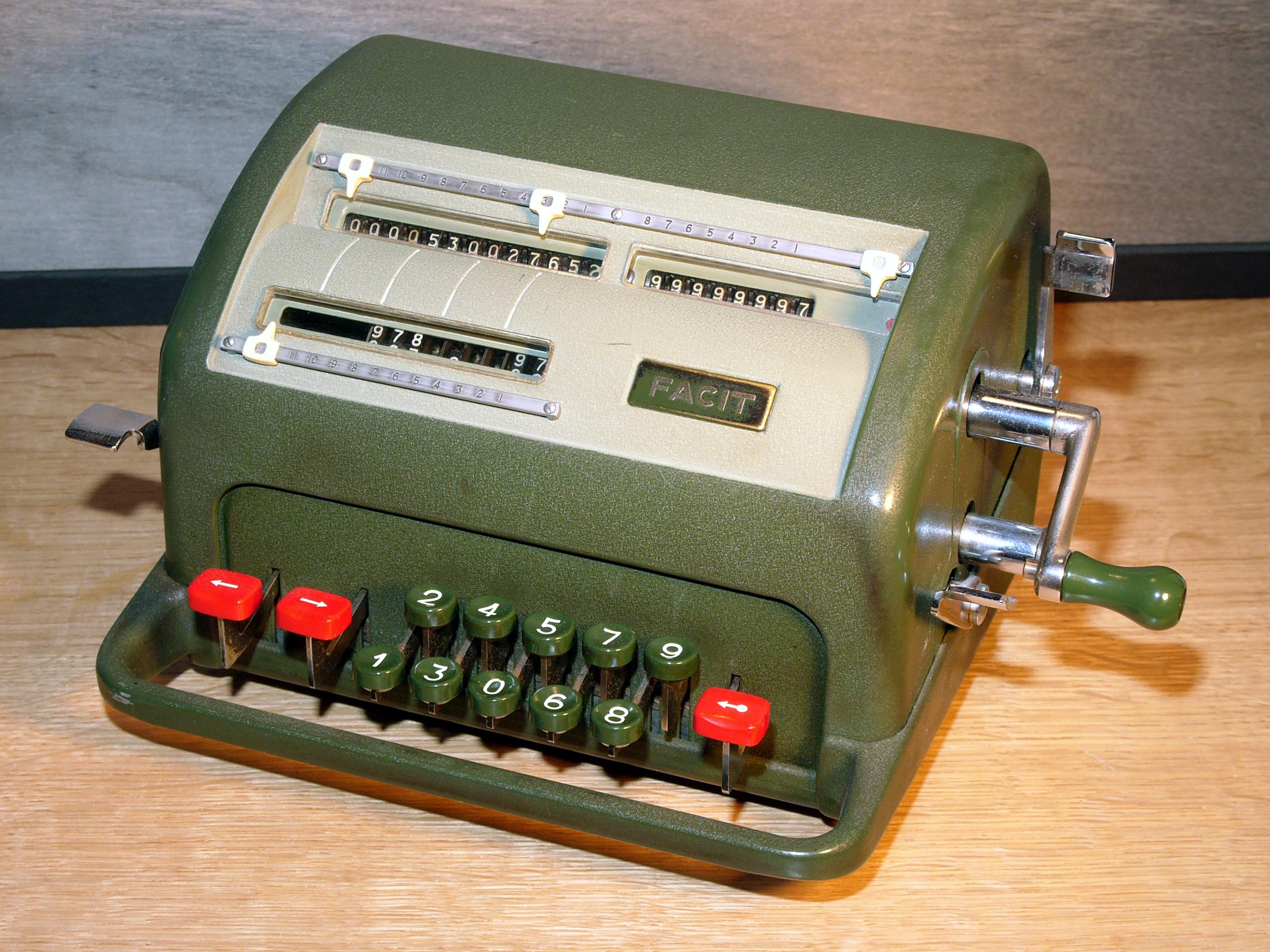
Facit NTK (1954).

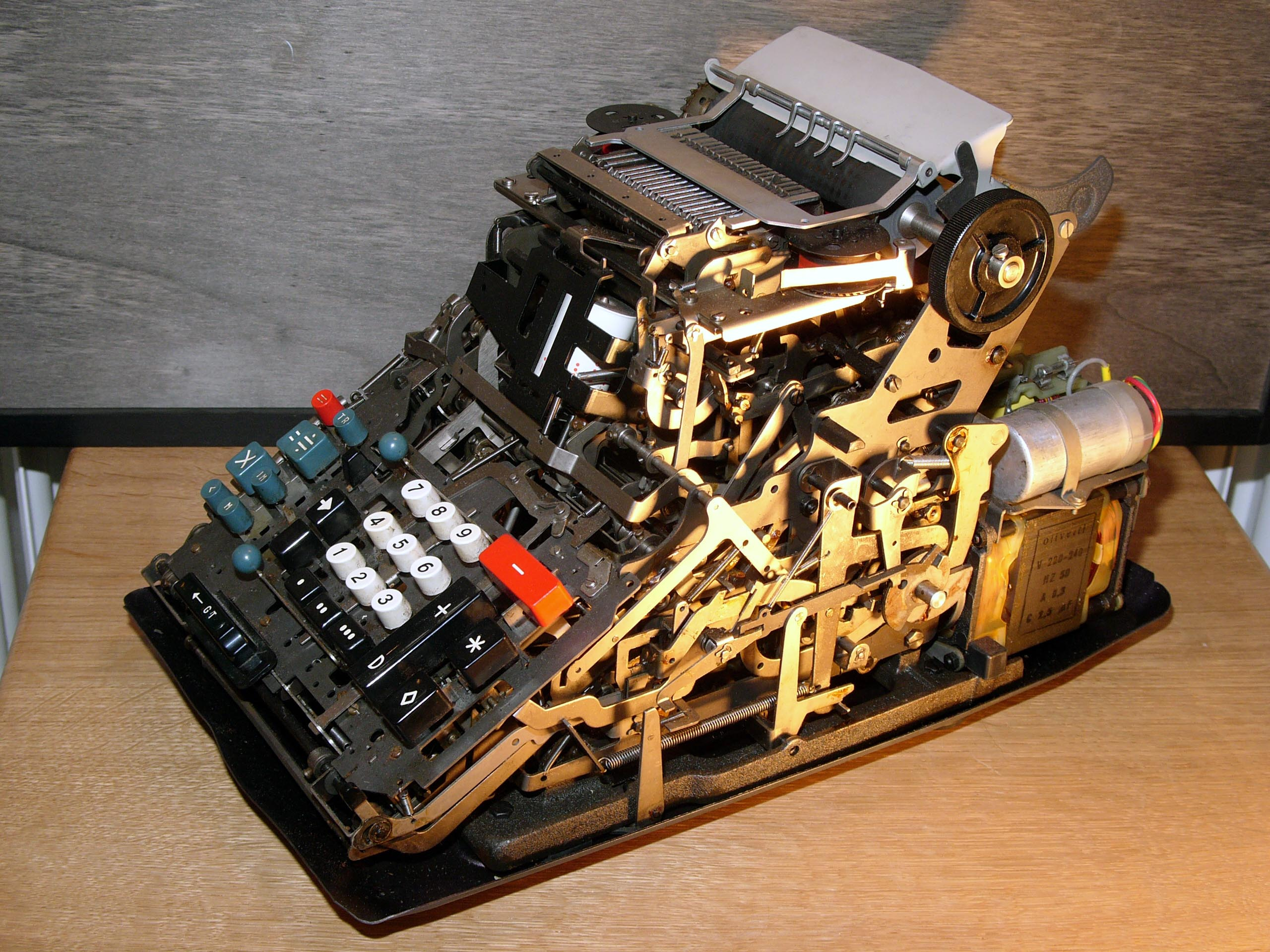
Olivetti Divisumma 24 (1964).

A Europa van ser comuns models com els fabricats per Facit, Triumphator i Walther. Algunes màquines d'aspecte semblant van ser les Odhner i Brunsviga, entre d'altres. Encara que aquestes funcionaven amb maneta, va haver-hi també versions impulsades per motor. La majoria d'aquestes màquines usaven el mecanisme Odhner o variants d'aquest. L'Olivetti Divisumma realitzava les quatre operacions aritmètiques bàsiques i comptava amb una impressora. Les màquines de teclat complet, incloent les mogudes a motor, també van ser usades a Europa durant diverses dècades. Algunes màquines més rares tenien fins a 20 columnes en els seus teclats complets.

#### El desenvolupament de les calculadores electròniques
Les primeres computadores mainframe, usant inicialment vàlvules de buit i després transistors en els seus circuits lògics, van aparèixer a la fi dels anys 1940 i 1950. Aquesta tecnologia suposaria un obstacle en el desenvolupament de les calculadores electròniques.
El 1954 IBM va presentar als Estats Units una gran calculadora fabricada amb transistors i, el 1957, la companyia comercialitzà la primera calculadora «comercial» d'aquest tipus, la IBM 608, que ocupava diversos armaris i costava uns 80.000$.
Casio, del Japó, comercialitzà el Model 14-A en 1957, considerada la primera calculadora «compacta» totalment elèctrica del món. No usava lògica electrònica, sinó que es basava en relés i era construïda dintre d'un escriptori.
A l'octubre de 1961 es va anunciar la primera calculadora d'escriptori totalment electrònica del món, la Bell Punch/Sumlock Comptometer ANITA (A New Inspiration To Arithmetic/Accounting, "una nova inspiració per a l'aritmètica/comptabilitat").
Aquesta màquina dissenyada i construïda a Gran Bretanya usava tubs de buit, tubs de càtode fred i decatrons en la seva circuiteria, i tenia dotze tubs de càtode fred de tipus Nixie per a mostrar els resultats. Es van presentar dos models: el Mk VII per a l'Europa continental i el Mk VIII per a Gran Bretanya i la resta del món, comercialitzats ambdós a principis de 1962. El Mk VII era un disseny lleugerament anterior amb una mena de multiplicació més complicat i aviat va ser abandonat en favor de la versió més simple Mk VIII. L'ANITA tenia un teclat complet, semblant als comptòmetres mecànics de l'època, una característica present entre les calculadores electròniques només en aquest model i en el Sharp CS-10A posterior. Bell Punch havia fabricat calculadores mecàniques del tipus comptòmetre sota els noms Plus i Sumlock, i s'havia adonat a mitjans dels anys 1950 que el futur de les calculadores estava en l'electrònica. Van contractar el jove graduat Norbert Kitz, que havia treballat en el pioner projecte britànic de computador Pilot ACE, per dirigir el desenvolupament. L'ANITA es va vendre bé en ser l'única calculadora d'escriptori electrònica disponible, sent a més silenciosa i ràpida.
La tecnologia de tubs de l'ANITA va ser superada al juny de 1963 pel Friden EC-130 nord-americà, que tenia un disseny basat en transistors, capacitat per mostrar 13 dígits en una pantalla CRT de 5 polzades i va introduir la notació polonesa inversa en el mercat de les calculadores per un preu de 2.200$, aproximadament el triple del cost d'una calculadora electromecànica de l'època. Com Bell Punch, Friden era un fabricant de calculadores mecàniques que havia decidit que el futur estava en l'electrònica. En 1964 es van presentar més calculadores totalment electròniques: Sharp va presentar la CS-10A, que pesava 25 kg i costava 500.000 iens (uns 2.500$ de l'època), i la italiana Indústria Macchine Elettroniche va presentar la IME 84, a la qual podien connectar-se-li diversos teclats i pantalles extres, de manera que poguessin usar-la diverses persones (però aparentment no alhora).
Als anteriors va seguir una sèrie de models de calculadores electròniques d'aquests i altres fabricants, incloent Cànon, Mathatronics, Olivetti, SCM (Smith-Corona-Marchant), Sony, Toshiba i Wang. Les primeres calculadores usaven centenars de transistors de germani, a causa del fet que eren més barats que els de silici, en múltiples plaques de circuits. Els tipus de pantalles usades eren CRT, tubs Nixie de càtode fred i llums incandescents. Per a l'emmagatzemament solia emprar-se la memòria de línia de retardo o la memòria de toros, si bé la Toshiba Toscal BC-1411 sembla haver usat una forma primitiva de RAM dinàmica construïda a partir de components discrets. Ja llavors existia demanda de màquines més petites i de menor consum elèctric.
La calculadora programable Monroe Epic va sortir al mercat el 1967. Composta per una unitat gran d'escriptori amb impressora i una torre lògica de sòl connectada a aquesta, era capaç de ser programada per realitzar moltes funcions típiques d'una computadora. No obstant això, l'única instrucció de fluix que tenia era un salt incondicional implícit (GOTO) al final d'una pila d'operació, retornant el programa a la seva instrucció inicial. Per això, no era possible incloure cap lògica de salt condicional. En aquesta època, l'absència de salt condicional s'usava de vegades per distingir una calculadora programable d'un ordinador.

### De 1970 a mitjans dels anys 1980
Les calculadores electròniques de mitjans dels anys 1960 eren grans i pesants màquines d'escriptori a causa de l'ús de centenars de transistors en diverses plaques de circuits, amb un elevat consum elèctric que exigia l'ús d'una alimentació altern. Es van fer grans esforços per reduir la lògica necessària per a una calculadora en cada vegada menys circuits integrats, sent l'electrònica de les calculadores una de les línies punteres en el desenvolupament dels semiconductors. Els fabricants nord-americans de semiconductors van liderar el desenvolupament mundial dels circuits LSI, comprimint més i més funcions en un sol circuit integrat. Això va dur a aliances entre fabricants de calculadores japonesos i empreses de semiconductors nord-americanes: Canon Inc. amb Texas Instruments, Sharp Corporation (anomenada llavors Hayakawa Electric) amb North-American Rockwell Microelectronics, Busicom amb Mostek i Intel, i General Instrument amb Sanyo.

#### Calculadores de butxaca
Als anys 1970, una calculadora podia fabricar-se usant només uns pocs xips de baix consum, permetent que els models portàtils anessin alimentats amb bateries. Les primeres calculadores electròniques portàtils van aparèixer al Japó el 1970 i aviat van ser comercialitzades per tot el món. Entre aquestes hi havia la Sanyo ICC-0081 Mini Calculator, la Cànon Pocketronic i la Sharp QT-8B micro Compet. La Cànon Pocketronic va ser un desenvolupament del projecte Calç-Tech que havia estat iniciat a Texas Instruments el 1965 com a projecte d'investigació per fabricar una calculadora portàtil. La Pocketronic no tenia una pantalla tradicional, sinó que imprimia els resultats en un rotllo de paper tèrmic. Com a resultat del projecte de Cal-Tech Texas Instruments va obtenir patents clau sobre les calculadores portàtils.
Sharp va fer grans esforços per reduir la grandària i consum i, el gener de 1971, va presentar la Sharp EL-8, també comercialitzada com a Facit 1111, que estava molt a prop de ser una calculadora de butxaca. Pesava poc menys de mig quilo, tenia una pantalla fluorescent de buit, bateries recarregables de níquel cadmi i el seu preu de partida va ser 395$.
No obstant això, els esforços en el desenvolupament dels circuits integrats van culminar amb la introducció a principis de 1971 de la primera «calculadora en un xip», la MK6010 de Mostek,«Single Xip Calculator Hits the Finish Line», Electronics, 1 de febrer de 1971, pág. 19 seguida per Texas Instruments més tard aquest mateix any. Encara que aquestes primeres calculadores de butxaca eren molt cares, aquests avanços en l'electrònica juntament amb els desenvolupaments en la tecnologia de displays (com el display fluorescent de buit, LED i LCD) van dur al fet que en pocs anys les calculadores de butxaca barates fossin comercialment viables.
La primera calculadora electrònica autènticament de butxaca va ser la Busicom LI-120A\ HANDY, comercialitzada a principis de 1971. Fabricada al Japó, va ser també la primera a usar una pantalla LED, la primera a usar un únic circuit integrat, el ja esmentat Mostek, i la primera a alimentar-se amb piles d'un sol ús. Usant quatre piles de grandària AA, la LI-120A mesurava 124×72×24 mm.
Una de les primeres calculadores de baix cost va ser Sinclair Cambridge, comercialitzada l'agost de 1973. Va sortir a la venda per 29,95£ i 5£ menys en format kit. Les calculadores Sinclair van tenir molt d'èxit per ser molt més barates que les de la competència; si bé el seu disseny tenia errades i la precisió d'algunes de les seves funcions era qüestionable. Els models científics programables eren particularment pobres en aquest aspecte.
Mentre tots els desenvolupaments que van dur a les calculadores de butxaca se succeïen, Hewlett Packard havia estat desenvolupant el seu propi model. Comercialitzat a principis de 1972, va ser, a diferència d'altres calculadores de butxaca amb les quatre funcions aritmètiques llavors disponibles, la primera amb funcions «científiques» que podia reemplaçar la regla de càlcul. La HP-35 de 395$, juntament amb els posteriors models d'HP orientats a l'enginyeria, usava la notació polonesa inversa o postfixe. Un càlcul com «8 més 5» es realitzava prement «8», «Enter↑», «5» i «+», en lloc de, amb la notació infixe algebraica «8», «+», «5» i «=».
La primera calculadora de butxaca programable fou HP-65, comercialitzada el 1974. Tenia capacitat per a 100 instruccions, podent escriure i llegir programes amb un lector de targetes magnètiques incorporat. Un any després la HP-25C va introduir la «memòria contínua», és a dir, una memòria CMOS que retenia els programes i dades quan la calculadora s'apagava. El 1979 HP comercialitzà la primera calculadora «alfanumèrica» programable i ampliable, la HP-41C. Podia ampliar-se amb mòduls RAM (memòria) i ROM (programari), així com amb perifèrics com lectors de codis de barres, microcassets i unitats de disc flexible, impressora tèrmica de rotllo i diverses interfícies de comunicació (RS-232, HP-IL, HP-IB).
Les vendes de calculadores mecàniques van començar a baixar durant els primers anys de la dècada de 1970, i molts dels famosos fabricants van tancar o van ser adquirits. Les calculadores de tipus comptòmetre van ser conservades sovint durant molt de temps per la conveniència al sumar i llistar, especialment en la comptabilitat, a causa del fet que un operador degudament experimentat podria introduir tots els dígits d'un nombre d'un sol moviment, més ràpidament que una calculadora «sèrie». Els comptòmetres van ser substituïts per la introducció d'ordinadors més que de millors calculadores. En aquesta mateixa època també va decaure l'ús de les regles de càlcul en favor de les calculadores.

#### Millores tècniques
Durant els anys 1970 la calculadora de butxaca electrònica va patir un ràpid desenvolupament. Les pantalles de LED vermelles i de buit fluorescent blau o verd consumien massa electricitat, i feien que la calculadora tingués poca autonomia (de l'ordre d'hores, sent doncs comunes les bateries recarregables) o fos prou gran com per acceptar bateries de gran grandària i capacitat. A principis de la dècada les pantalles de cristall líquid (LCDs) estaven en la seva infància i era objecte de molta preocupació que tinguessin una vida operativa curta. Busicom va ser una companyia molt innovadora, ja que quan va presentar el model LI-120A HANDY, la primera calculadora de butxaca i la primera amb pantalla LED, també va anunciar el model LC, amb pantalla LCD. No obstant això, va haver-hi problemes amb aquesta pantalla i la calculadora mai va sortir a la venda. La primera calculadora amb LCD viable va ser fabricada per Rockwell International i comercialitzada des de 1972 per altres companyies sota noms com Dataking LC-800, Harden DT/12, Ibico 086, Lloyds 40, Lloyds 100, Prismatic 500 (o P500) i Rapid Data Rapidman 1208LC. Els primitius LCDs de l'època mostraven els nombres de color platejat sobre un fons fosc. Per assolir un contrast alt, aquests models il·luminaven la pantalla de cristall usant una llum incandescent o similar, cosa que eliminava els beneficis del baix consum del LCD. Aquests models només van ser venuts durant un o dos anys.
Una sèrie de calculadores de molt més èxit que usaven pantalles LCD reflectores foren comercialitzades el 1972 per Sharp Corporation amb el seu model EL-805, que era una calculadora de butxaca prima. Aquest i altres models similars usaven la tecnologia COS (Crystal on Substrate) de Sharp, que emprava una placa de circuit similar a un cristall que era també una part integral del LCD. En operar l'usuari veia els nombres mostrats a través d'aquesta placa. La tecnologia COS va resultar massa cara i només va ser usada en uns pocs models abans que Sharp tornés als circuits convencionals, si bé tots els models amb pantalles LCD reflexives es denominen sovint «COS».
A mitjans dels anys 1970 van aparèixer les primeres calculadores amb les actuals pantalles LCD «normals», amb dígits foscos contra un fons gris, si bé les primeres tenien sovint un filtre groc sobre elles per eliminar els nocius raigs ultraviolats. El gran avantatge del LCD és que és passiu i reflecteix la llum, cosa que requereix molta menys energia que no pas generar-la. Això va obrir el camí per a les primeres calculadores de la grandària d'una targeta de crèdit, com la Casio Mini Card LC-78 de 1978, que podia funcionar mesos amb un parell de piles de botó.
També va haver-hi un constant progrés en l'electrònica interior de les calculadores. Totes les funcions lògiques d'una calculadora havien estat incloses en un sol circuit integrat ja el 1971, però llavors era tecnologia punta, resultant els costos prohibitius. Moltes calculadores van seguir usant dos o més circuits integrats, especialment les científiques i programables, fins a finals de la dècada.
El consum energètic dels circuits integrats també va ser reduït, especialment amb la introducció de la tecnologia CMOS. Debutant en la Sharp "EL-801" de 1972, els transistors de les cel·les lògiques dels xips CMOS només consumien una energia apreciable quan canviaven d'estat. Les pantalles LED i VFD havien exigit sovint transistors o circuits addicionals, però les pantalles LCD eren més fàcils d'usar directament des dels circuits de la mateixa calculadora.
Amb aquest consum d'energia reduït es va fer possible usar cèl·lules solars com a font d'electricitat, el que es va assolir sobre el 1978 per calculadores com ara la Royal Solar 1, Sharp EL-8026 i Teal Photon.

#### Calculadores de butxaca per a tothom

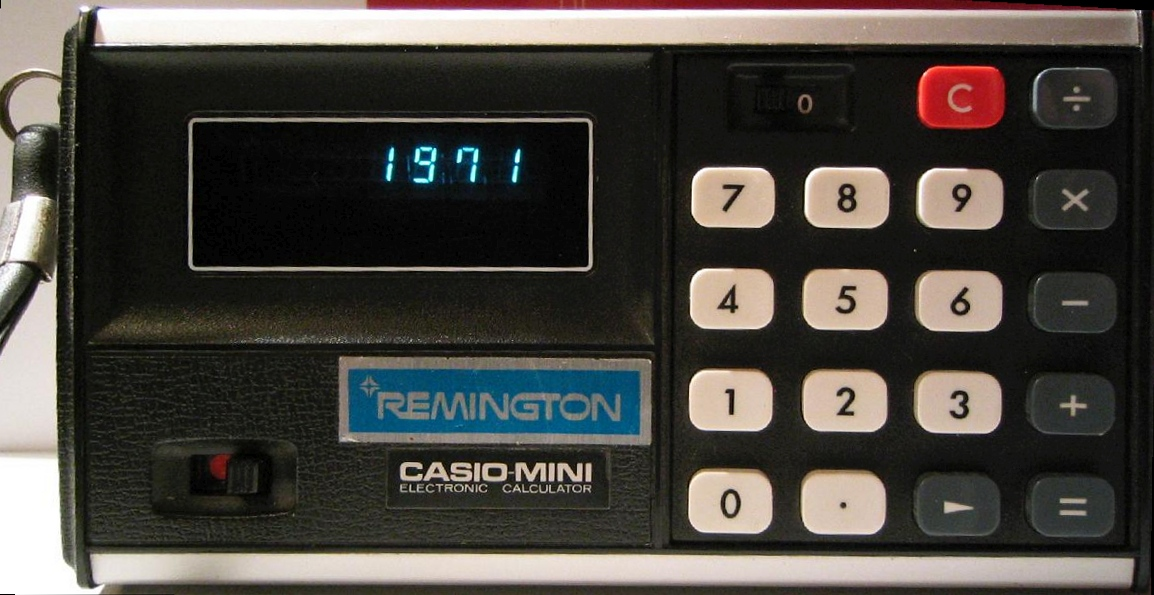
La Casio CM-602 Mini Electronic Calculator dels anys 1970 realitzava les funcions bàsiques.

Al principi dels anys 1970 les calculadores electròniques de mà eren molt cares. Aquest alt preu es devia al fet que per fabricar-les era menester components mecànics i electrònics cars i relativament escassos. Moltes companyies, grans i petites, van preveure grans beneficis en el negoci de les calculadores, on els marges eren alts. El cost de les calculadores va caure inexorablement a mesura que s'abaratien els components i les tècniques de producció, i l'efecte de les economies d'escales es van sentir.
Cap al 1976, el cost de les calculadores de butxaca més simples havia caigut a uns pocs dòlars, una vintena part del preu de cinc anys abans. Aquesta caiguda va fer les calculadores de butxaca assequibles per a gairebé qualsevol, amb una marge beneficiària escassa, fet que va dur moltes companyies a abandonar el mercat. Les empreses que van sobreviure van ser les que tenien un gran nombre de vendes en calculadores d'alta qualitat, o les que produïen models científics i programables de gamma alta.

### De mitjans dels anys 1980 a l'actualitat
La primera calculadora capaç de fer càlculs simbòlics va ser la HP-28, comercialitzada el 1987. Era capaç, per exemple, de resoldre simbòlicament equacions quadràtiques. La primera calculadora gràfica va ser la Casio fx7000G comercialitzada l'any 1985.
Els dos principals fabricants, HP i TI, comercialitzaren models amb cada vegada més característiques durant els anys 1980 i 1990. A la fi de segle, la línia entre una calculadora gràfica i una PDA o organitzador personal no estava clara, ja que moltes calculadores avançades com TI-89 i HP-49G podien derivar i integrar funcions, córrer processadors de text i programari PIM, i connectar-se per cable o ANAR a altres equips.
Al març de 2002 HP va anunciar que deixava de fabricar calculadores, fet que va resultar difícil d'acceptar per part d'alguns fanàtics dels productes de la companyia, tenint en particular la gamma HP-48 una base de clients extremadament fidel. HP va reiniciar la producció de calculadores a la fi de 2003, amb un disseny més sobri respecte les anteriors calculadores que una vegada les van fer famoses, ja que la companyia va decidir adoptar un estil més «jove», com el dels models de la seva competidora TU.
Amb la revolució d'Internet, els usuaris han creat les seves pròpies calculadores, permetent que molts programadors col·laborin a tot el món per desenvolupar complets sistemes de càlcul utilitzant dispositius de mà com a Palm, Pocket PC i Nintendo DS.
Hi ha calculadores «en línia» dissenyades per funcionar com les normals, però que gràcies a Internet permeten certs càlculs impossibles per a les convencionals, com per exemple canvis de moneda, tipus d'interès i estadístiques en temps real.